# Diadelia leucovittata
Diadelia leucovittata là một loài bọ cánh cứng trong họ Cerambycidae.